# Шесть флагов
Шесть флагов (англ. Six Flags) — один из самых крупных в мире операторов парков развлечений. Владеет 21 парком развлечений, аквапарками, семейными развлекательными центрами в Северной Америке.

## История
Компания была основана в Техасе в 1961 году. Название символизирует флаги шести стран управлявших Техасом за его историю (Испания, Франция, Мексика, Республика Техас, Конфедеративные Штаты Америки и Соединённые Штаты Америки).
Первым был открыт парк развлечений Шесть флагов над Техасом.